# 细鳞鲴
细鳞斜颌鲴（学名：Plagiognathops microlepis）为輻鰭魚綱鯉形目鯝科斜頷鲴属的鱼类，俗名黄皮、黄片、板黄鱼、沙姑子，是中国特有物种，生活在东部平原淡水中下层。分布於黑龙江到珠江等水系。 體長可達70公分，體重可達3公斤。该物种的模式产地在长江。
其种加词“microlepis”意为“细鳞的”。